# Arye Gross
Arye Gross (Los Angeles, 17 maart 1960) is een Amerikaans acteur.

## Biografie
Gross heeft gestudeerd aan de universiteit van Californië in Irvine (Californië) waar hij in 1979 zijn diploma haalde. 

## Filmografie

### Films
Selectie:
- 2009 Grey Gardens – als Albert Maysles
- 2002 Minority Report – als Howard Marks
- 2000 Gone in 60 Seconds – als James Lakewood
- 1997 The Player – als ??
- 1991 For the Boys – als Jeff Brooks
- 1989 The Experts - als Wendell
- 1988 Tequila Sunrise – als Andy Leonard
- 1986 Soul Man – als Gordon Bloomfeld
- 1985 Just One of the Guys – als Willie

### Televisieseries
Uitgezonderd eenmalige gastrollen.
- 2022 The Prophecy - als pastor - 8 afl.
- 2009 – 2016 Castle – als M.E. Sidney Perlmutter – 17 afl.
- 2010 – 2011 The Defenders – als Bennie Hapwood – 2 afl.
- 2007 – 2008 The Riches – als Pete Mincey – 4 afl.
- 2007 Medium – als Cooper Conroy – 3 afl.
- 2005 – 2006 Wildfire – als Charlie Hewitt – 12 afl.
- 2000 – 2004 Judging Amy – als Zahmber / Scott Zomber – 2 afl.
- 2003 Six Feet Under – als Frank Muehler – 3 afl.
- 2000 – 2002 Get Real – als Dr. Larry Keehn – 2 afl.
- 1998 Diagnosis Murder – als Carter Sweeney – 4 afl.
- 1997 The Practice – als rabbijn Daniel Warner – 4 afl.
- 1997 – 1998 Profiler – als Greg Hayes – 2 afl.
- 1994 – 1996 Ellen – als Adam Green – 42 afl.

## TheaterwerkBroadway
- 2005 Brooklyn Boy - als Ira Zimmer (toneelstuk)

- Biblioteca Nacional de España: XX1144200
- Bibliothèque nationale de France: cb141033233 (data)
- Gemeinsame Normdatei: 143260561
- International Standard Name Identifier: 0000 0001 1029 2404
- Library of Congress Control Number: n95108129
- Nationale Bibliotheek van Israël: 987007426615405171
- Nederlandse Thesaurus van Auteursnamen: 269904328
- Virtual International Authority File: 71599537
- WorldCat: E39PBJkT7JPHTVmrBTGVgqQwmd